# Перетино
Перетино́ — село в Партизанском районе Приморского края. Входит в состав Золотодолинского сельского поселения.

## География
Село Перетино стоит на левом берегу реки Партизанская.
Через село проходит автотрасса Находка — Кавалерово.
Расстояние до села Золотая Долина (на юг, вниз по реке) около 10 км, расстояние до районного центра Владимиро-Александровское около 14 км.

## Население
| 1898 | 1915  | 2002 | 2010 |
| ---- | ----- | ---- | ---- |
| 316  | ↗1190 | ↘586 | ↘574 |

## Улицы
| - ул. Гагарина, - пер. Гончарова, - ул. Гончарова, - ул. Кости Рослого, | - ул. Новосёлов, - ул. Центральная, - пер. Черняховского, - ул. Черняховского. |

## Экономика
Жители занимаются сельским хозяйством.

## Известные уроженцы
- Рослый, Константин Леонтьевич (1897—1926) — советский поэт-партизан, участник Гражданской войны в восточном Приморье.